# Stethorus pusillus
Punktnyckelpiga (Stethorus pusillus) är en skalbaggsart som först beskrevs av Johann Friedrich Wilhelm Herbst 1797. Den ingår i släktet Stethorus och familjen nyckelpigor. Inga underarter finns listade i Catalogue of Life.

## Beskrivning
Kroppen är oval, hårbeklädd och helsvart med gulaktiga mundelar och antenner. Benen varierar i brungult till gult. Arten är mycket liten, med en kroppslängd på 1 till 1,5 mm och en vikt mellan 400 och 500 µg. Larverna är gråaktiga med tydliga ben, medan puppan är svart och hårig.

## Utbredning
Utbredningsområdet omfattar större delen av Europa med undantag för Iberiska halvön, Brittiska öarna och Island samt vidare österut genom Vitryssland, Ukraina, Moldavien, Ryssland, Kaukasus, Turkiet, Georgien, Armenien, Azerbajdzjan och Kazakstan till Sibirien, Mongoliet och Kina. Den har även påträffats i Nordafrika och är införd till Nordamerika (USA:s västkust och de nordvästra staterna samt södra Kanada). I Sverige finns den framför allt i Mälarlandskapen, med några fynd i Götaland (Östergötland, Öland och Skåne), medan den i Finland har observerats från sydkusten upp till Päijänne-Tavastland och Birkaland. Den saknas emellertid på Åland.

## Ekologi
Habitatet utgörs framför allt av lövskogar och trädgårdar, men också av ängar, fält, stäpper, skogsbryn och -gläntor, parker, häckar, buskage och flodbankar. Punktnyckelpiga kan äken förekomma på stubbar, bland vissna löv, under död bark, och tillfälligtvis även på barrträd. Arten lever av spinnkvalster och tripsar; både larven och den fullbildade insekten är glupska rovdjur.

### Fortplantning
Den befruktade honan lägger mellan 3 och 13 ägg per dag, som hon fäster på undersidan av blad som är angripna av spinnkvalster. Beroende på temperaturen kläcks äggen efter 3 till 5 dygn. Larverna förpuppas efter 8 till 9 dygn, under vilken tid den kan förtära upp till 240 kvalster. Puppan i sin tur kläcks efter 6 till 8 dygn. Den fullbildade insekten övervintrar under den kalla årstiden, och kan leva i upp till två år.

## Ekonomisk betydelse
Arten används flitigt i många länder för biologisk bekämpning av spinnkvalster, både i jordbruk och bland växter i kontorslandskap.